# Monténégro aux Jeux olympiques d'été de 2020
Le Monténégro participe aux Jeux olympiques de 2020 à Tokyo au Japon. Il s'agit de sa 4e participation à des Jeux d'été.

## Athlètes engagés
34 athlètes ont pris part à la compétition dans 7 sports : 
| Sport      | Hommes | Femmes | Total |
| ---------- | ------ | ------ | ----- |
| Athlétisme | 1      | 1      | 2     |
| Handball   | 0      | 14     | 14    |
| Judo       | 0      | 1      | 1     |
| Natation   | 1      | 1      | 2     |
| Tir        | 0      | 1      | 1     |
| Voile      | 1      | 0      | 1     |
| Water-polo | 13     | 0      | 13    |
| Total      | 16     | 18     | 34    |

## Résultats

### Athlétisme
Le Monténégro bénéficie d'une place attribuée au nom de l'universalité des Jeux. Danijel Furtula dispute le concours masculin de lancer du disque.
| Athlète         | Épreuve                   | Qualification | Qualification | Finale      | Finale  |
| Athlète         | Épreuve                   | Performance   | Rang          | Performance | Rang    |
| --------------- | ------------------------- | ------------- | ------------- | ----------- | ------- |
| Danijel Furtula | Lancer du disque masculin | 59,93 m       | 24e           | Éliminé     | Éliminé |
| Marija Vuković  | Saut en hauteur féminin   | 1,95 m        | =1re          | 1,96 m      | 9e      |

### Handball
| Compétition     | Phase de groupe       | Phase de groupe     | Phase de groupe       | Phase de groupe             | Phase de groupe        | Phase de groupe | Quart de finale      | Demi-finale      | Finale / 3e place | Finale / 3e place |
| Compétition     | Adversaire Score      | Adversaire Score    | Adversaire Score      | Adversaire Score            | Adversaire Score       | Rang            | Adversaire Score     | Adversaire Score | Adversaire Score  | Rang              |
| --------------- | --------------------- | ------------------- | --------------------- | --------------------------- | ---------------------- | --------------- | -------------------- | ---------------- | ----------------- | ----------------- |
| Tournoi féminin | Angola Victoire 33-22 | Japon Défaite 26-29 | Norvège Défaite 23-35 | Corée du Sud Victoire 28-26 | Pays-Bas Défaite 29-30 | 3e              | Russie Défaite 26-32 | Éliminées        | Éliminées         | Éliminées         |

### Judo
| Athlète        | Compétition    | 1er tour             | 2e tour             | Quart de finale     | Demi-finale         | Repêchage           | Finale              | Rang     |
| Athlète        | Compétition    | Adversaire Résultat  | Adversaire Résultat | Adversaire Résultat | Adversaire Résultat | Adversaire Résultat | Adversaire Résultat | Rang     |
| -------------- | -------------- | -------------------- | ------------------- | ------------------- | ------------------- | ------------------- | ------------------- | -------- |
| Jovana Peković | Moins de 78 kg | Prodan Défaite 00-01 | Éliminée            | Éliminée            | Éliminée            | Éliminée            | Éliminée            | Éliminée |

### Natation
| Athlète          | Épreuve                   | Séries       | Séries | Demi-finales | Demi-finales | Finale   | Finale   |
| Athlète          | Épreuve                   | Temps        | Rang   | Temps        | Rang         | Temps    | Rang     |
| ---------------- | ------------------------- | ------------ | ------ | ------------ | ------------ | -------- | -------- |
| Boško Radulović  | 100 m nage libre masculin | 53 s 60      | 61e    | Éliminé      | Éliminé      | Éliminé  | Éliminé  |
| Andela Antunović | 100 m nage libre féminin  | 1 min 0 s 01 | 49e    | Éliminée     | Éliminée     | Éliminée | Éliminée |

### Tir
| Athlète         | Compétition                  | Qualification | Qualification | Finale   | Finale   |
| Athlète         | Compétition                  | Points        | Rang          | Points   | Rang     |
| --------------- | ---------------------------- | ------------- | ------------- | -------- | -------- |
| Jelena Pantović | Pistolet à air comprimé 10 m | 534           | 53e           | Éliminée | Éliminée |

### Voile
| Athlète       | Compétition  | Régate | Régate | Régate | Régate | Régate | Régate | Régate | Régate | Régate | Régate | Régate | Total net | Rang final |
| Athlète       | Compétition  | 1      | 2      | 3      | 4      | 5      | 6      | 7      | 8      | 9      | 10     | CM     | Total net | Rang final |
| ------------- | ------------ | ------ | ------ | ------ | ------ | ------ | ------ | ------ | ------ | ------ | ------ | ------ | --------- | ---------- |
| Milivoj Dukić | Laser hommes | 29     | 1      | 12     | 26     | 5      | 11     | 15     | 27     | 26     | 14     | EL     | 137       | 17e        |

### Water-polo
| Compétition      | Phase de groupe          | Phase de groupe     | Phase de groupe      | Phase de groupe           | Phase de groupe     | Phase de groupe | Quart de finale    | Match de classement   | Match pour la 7e place | Match pour la 7e place |
| Compétition      | Adversaire Score         | Adversaire Score    | Adversaire Score     | Adversaire Score          | Adversaire Score    | Rang            | Adversaire Score   | Adversaire Score      | Adversaire Score       | Rang                   |
| ---------------- | ------------------------ | ------------------- | -------------------- | ------------------------- | ------------------- | --------------- | ------------------ | --------------------- | ---------------------- | ---------------------- |
| Tournoi masculin | Australie Victoire 15-10 | Espagne Défaite 6-8 | Croatie Défaite 8-13 | Kazakhstan Victoire 19-12 | Serbie Défaite 6-13 | 4e              | Grèce Défaite 4-10 | Croatie Défaite 10-12 | Italie Défaite 17-18   | 8e                     |